# Organo della basilica di Santa Maria Assunta a Genova

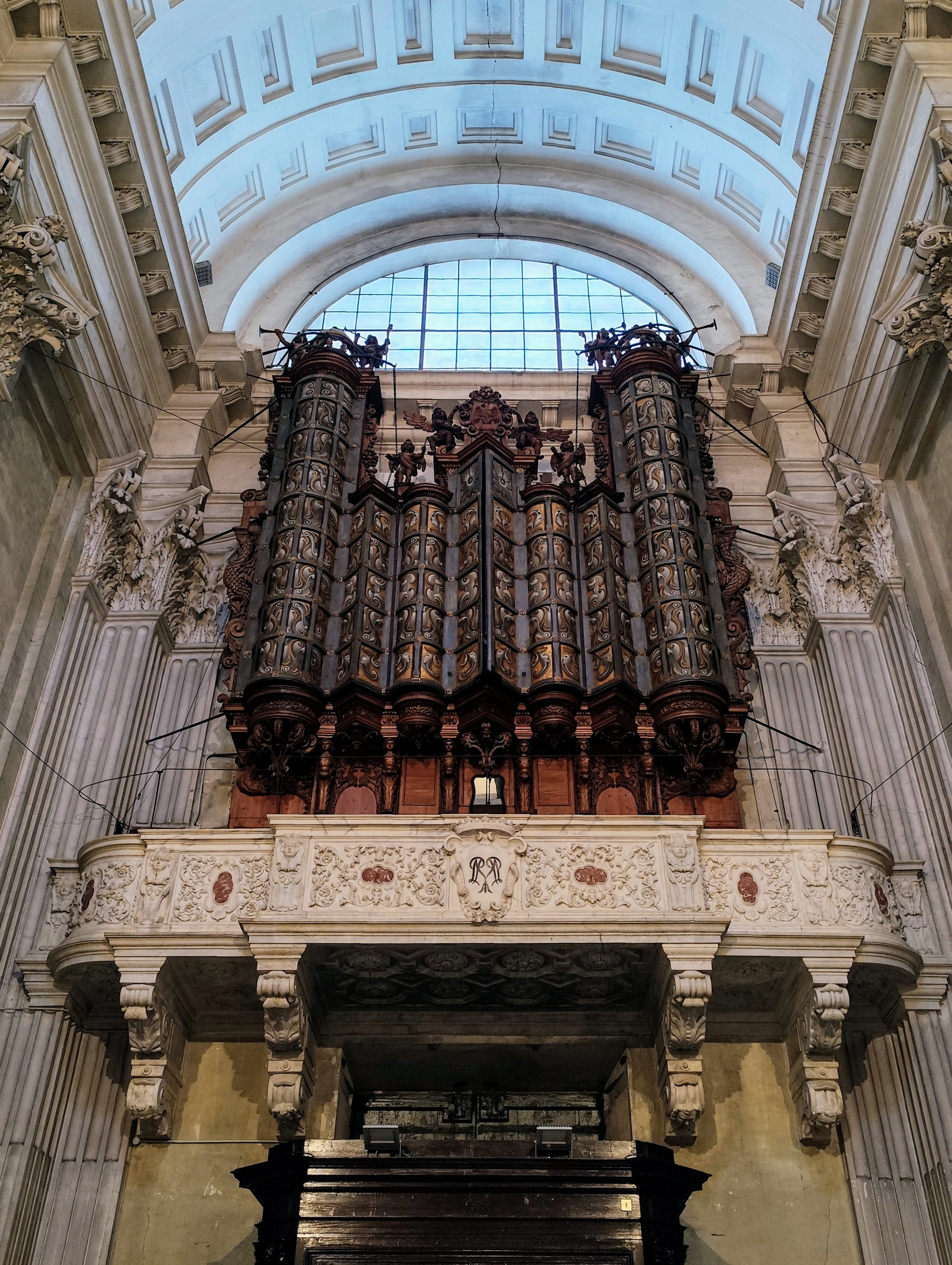
L'organo, con le ante chiuse, della basilica di Santa Maria Assunta a Genova.

Con organo della basilica di Santa Maria Assunta ci si riferisce a un organo monumentale costruito nell'omonima basilica del quartiere di Carignano, a Genova.

## Storia
L'organo della basilica di Santa Maria Assunta fu voluto dai marchesi Sauli, proprietari e fondatori della basilica stessa, e venne realizzato dall'olandese Willem Hermans fra il 1656 e il 1660.
Lo strumento si trova in controfacciata, sulla cantoria marmorea realizzata da Carlo Solaro. La cassa barocca, opera di Giovanni Battista Santacroce, Giovanni Battista Isola e S. Giustizi, è caratterizzata da un prospetto tipicamente nord-europeo, rarissimo in Liguria, formato da strutture mistilinee, torri, intagli e sculture. Le due ante che chiudono la facciata vennero dipinte dai pittori Domenico Piola e Paolo Brozzi. L'organo, originariamente, era dotato di tre manuali, pedaliera estesa e una cinquantina fra registri e accessori.
Lo strumento restò inalterato fino alla metà del XIX secolo, quando, fra il 1852 e il 1853, venne pesantemente modificato da Camillo Guglielmo Bianchi, il quale eliminò un manuale, aggiunse numerosi registri romantici, sostituì la pedaliera estesa di Hermans con una pedaliera ridotta e reimpostò il timbro dell'intero organo, adattando l'originale sonorità barocca ai gusti operistici ottocenteschi. Il collaudo venne effettuato da Padre Davide da Bergamo.
Nel 1905, sull'onda del cosiddetto Movimento Ceciliano, i superiori della basilica decisero di riformare lo strumento, chiamando per questo scopo l'organaro Domenico Tagliafico. Quest'ultimo progettò un secondo corpo d'organo da porre al di sopra del grand'organo, ma non lo realizzò perché si rese conto che non c'era abbastanza spazio per completare il lavoro.
Nello stesso anno la ditta Fratelli Lingiardi, succeduta a Tagliafico, non si fece troppi scrupoli e realizzò un corpo d'organo espressivo formato da registri tipicamente tardo-romantici, in numero maggiore rispetto a quelli previsti da Tagliafico, e lo pose sopra la selva di canne del grand'organo. Il lavoro, tuttavia, finì per peggiorare il suono dello strumento, in quanto il nuovo corpo d'organo andava a soffocare le canne del grand'organo.
Inoltre, Lingiardi eliminò molti accessori percussivi e registri bandistici di Bianchi, invertì l'ordine dei manuali, alterò l'apparato generale del grand'organo, modificò trasmissioni e manticeria e rese mute le due torri del pedale da 16' della facciata. Le numerose manomissioni, oltre a far perdere quasi completamente l'impostazione timbrica barocca originaria (di Hermans rimangono soltanto la cassa lignea, le canne della facciata e pochi registri), furono la causa di diversi malfunzionamenti nel corso degli anni.
Fra il 2007 e il 2011 la ditta Fratelli Marin, finanziata dalla Compagnia di San Paolo, dalla Conferenza Episcopale Italiana e dalla Fondazione Carige, ha eseguito un restauro completo dello strumento, riportandolo alle sue condizioni del 1853. La cassa e le ante sono state restaurate da Nino Silvestri, la movimentazione delle ante da Veerle Essel e la cantoria marmorea da Axel Nielsen.

## Caratteristiche tecniche
La facciata, chiusa da due ante dipinte sia all'interno che all'esterno, è composta da canne di principale disposte simmetricamente a cuspide all'interno di sette campi; ai lati del campo centrale si trovano due organetti morti. La consolle è a finestra e dispone di due manuali da 64 note ciascuno (Do−1 - Sol5) con controttava scavezza e pedaliera a leggio di 20 note (Do1 - Si2), con prima ottava scavezza.
I registri, quasi tutti spezzati fra bassi e soprani, sono azionabili da manette a incastro a scorrimento laterale, poste su due colonne alla destra dei manuali per il Grand'Organo (primo manuale) e per il Pedale, e in una sola colonna sulla sinistra dei manuali per l'Eco Espressivo (secondo manuale). La trasmissione è interamente meccanica e l'aria è fornita da cinque mantici a lanterna e da due manticetti parascosse.
La disposizione fonica è la seguente:
| Primo manuale - Grand'Organo |                |
| Principale                   | 32' bassi      |
| Principale                   | 32' soprani    |
| Principale                   | 16' bassi      |
| Principale                   | 16' soprani    |
| Ottava                       | 8' bassi       |
| Ottava                       | 8' soprani     |
| Duodecima                    | 2' 2/3 bassi   |
| Duodecima                    | 2' 2/3 soprani |
| Decimaquinta e decimanona    | 2' - 1' 1/3    |
| Vigesimaseconda              | 1'             |
| Vigesimasesta e vigesimanona | 2/3' - 1/2'    |
| 4 file di ripieno            | 1/3' - 1/8'    |
| Contrabbassi e rinforzi      | 16' - 8'       |
| Timballi in tutti i tuoni    |                |
| Bombarde                     | 16'            |
| Voce umana                   | 8' soprani     |
| Corni da caccia              | 16' soprani    |
| Cornetto                     | 4 file soprani |
| Fagotto                      | 8' bassi       |
| Trombe                       | 8' soprani     |
| Clarone                      | 4' bassi       |
| Trombe                       | 16' soprani    |
| Corno inglese                | 16' soprani    |
| Violone                      | 4' bassi       |
| Violetta                     | 2' bassi       |
| Flagioletto                  | 1/2' bassi     |
| Flauto traverso              | 8' soprani     |
| Flauto in duodecima          | 2' 2/3         |
| Flauto in ottava             | 4' bassi       |
| Flauto in ottava             | 4' soprani     |
| Ottavino                     | 2' soprani     |

| Secondo manuale - Eco Espressivo |             |
| Principale                       | 8'          |
| Ottava                           | 4'          |
| Decimaquinta                     | 2'          |
| Decimanona e vigesimaseconda     | 1' 1/3 - 1' |
| Flauto in selva                  | 8'          |
| Flauto in ottava                 | 4'          |
| Viola                            | 8'          |
| Voce flebile                     | 8' soprani  |
| Fagotto-oboe                     | 8'          |
| Voci umane a lingua              | 8'          |

| Accessori                  |
| Unione manuali             |
| Terza mano                 |
| Tremolo all'eco espressivo |
| Campanelli                 |
| Rossignuoli                |
| Banda turca                |
| Rollante                   |